# Gnorimus nobilis
Gnorimus nobilis (Linnaeus, 1758) è un coleottero appartenente alla famiglia degli Scarabeidi (sottofamiglia Cetoniinae).

## Descrizione

### Adulto

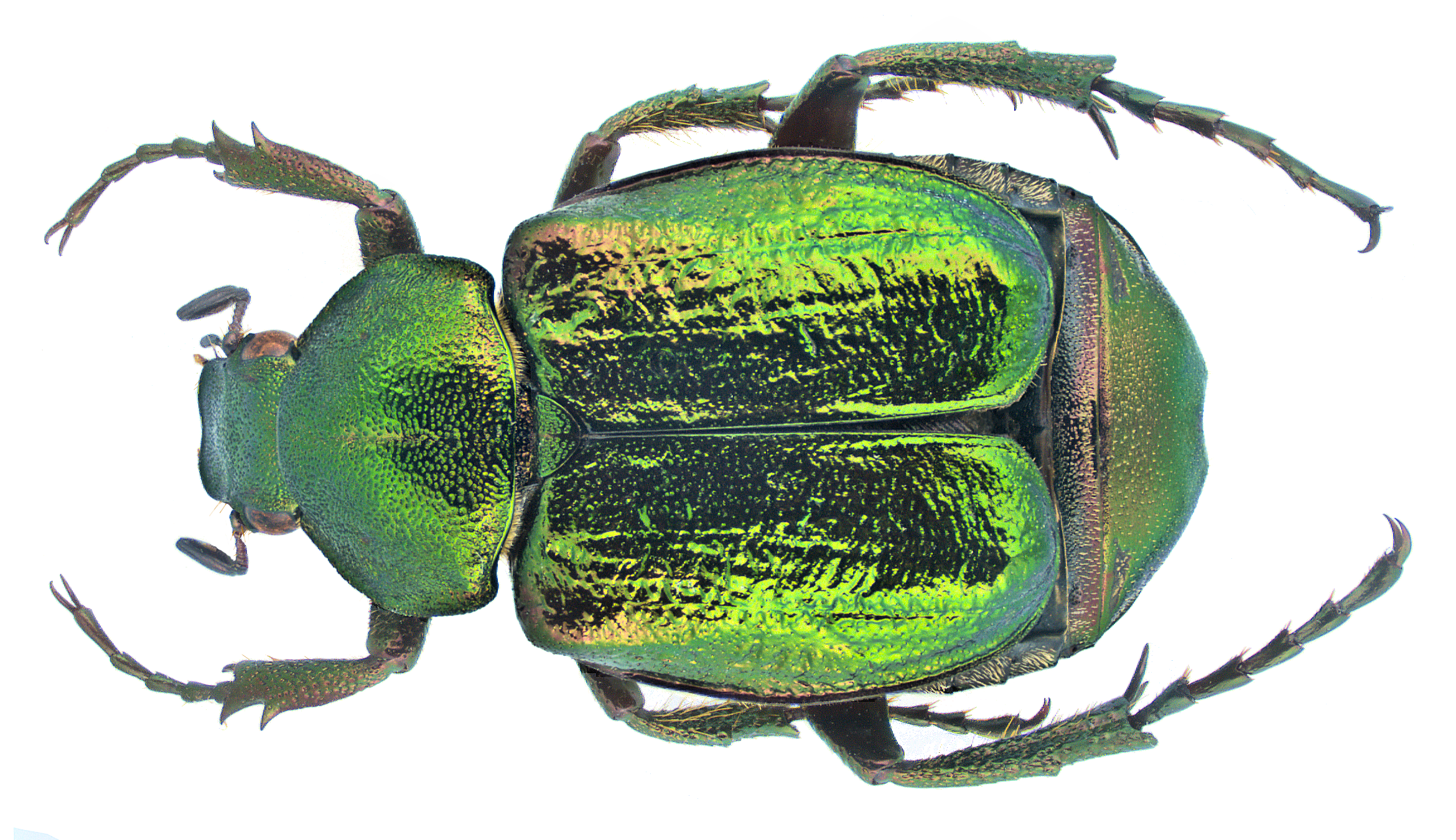

G. nobilis si presenta come un coleottero di dimensioni medie, oscillanti tra i 14 e i 23 mm di lunghezza. Il corpo è dalla forma ovale, e piuttosto tozzo. La maggior parte degli esemplari presenta una colorazione verde metallico con riflessi color rame sulle elitre ma ne esistono anche neri, marroni, blu e fuxia. Sul torace presenta una lieve pubescenza, in prossimità del primo e del secondo paio di zampe. È in grado di volare

### Larva

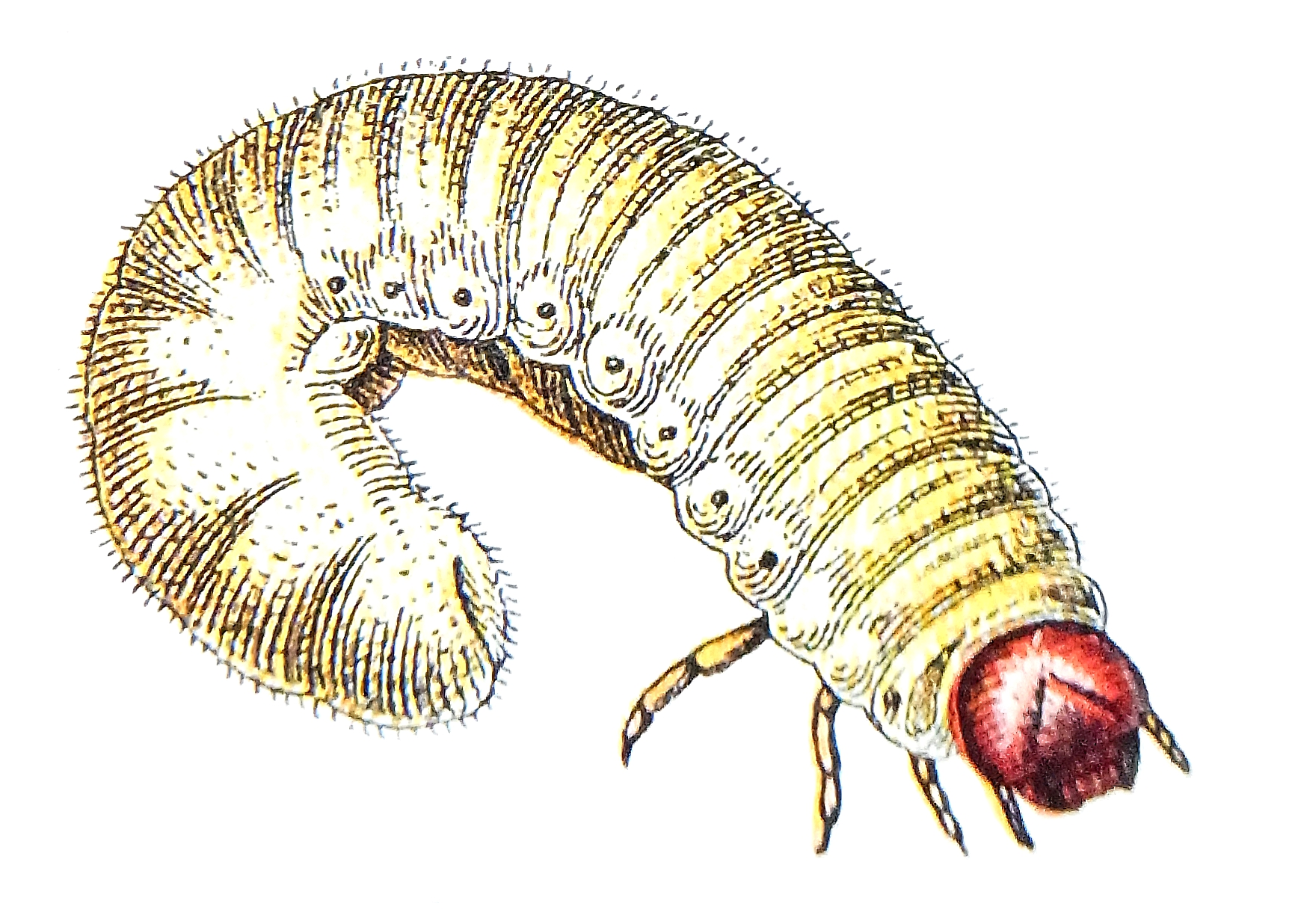
Larva.

Le larve si presentano come grossi vermi bianchi dalla forma a "C". Il capo e le tre paia di zampe sono sclerificate e lungo i fianchi presenta dei forellini chitinosi che gli permettono di respirare.

## Biologia
Gli adulti compaiono a fine primavera e restano visibili anche durante l'estate. Sono di abitudini diurne e si possono osservare intenti a nutrirsi sui fiori, soprattutto nelle foreste antiche europee. In Italia si trova nei boschi sul Piano montano. Le larve si sviluppano nel legno in decomposizione, di cui si nutrono per tutta la durata dello stadio. Queste ultime mangiano per circa 2 anni, diventando lunghe circa 30 mm al momento della trasformazione in pupa.

## Distribuzione
Gnorimus nobilis è reperibile in tutta Europa, compresa Gran Bretagna (nella parte meridionale) e Norvegia a nord, estendendosi a est fino alla Turchia.

## Conservazione
G. nobilis è considerata una specie prossima alla minaccia dell'estinzione nella Lista rossa IUCN..